# Менді Мур
Ама́нда Лі Мур (англ. Amanda Leigh Moore; нар. 10 квітня 1984; скорочено Менді Мур, англ. Mandy Moore МФА: [ˈmændi ˈmɔr] Ме́нді Мо́р) — американська акторка і співачка. 
Стала відома ще підліткою наприкінці 1990-х, після виходу поп-альбомів «So Real», «I Wanna Be with You» і «Mandy Moore». Згодом почала кінокар'єру, знявшись у 2002 в «Пам'ятній прогулянці», а потім і в інших фільмах, спрямованих на підліткові аудиторії. Її приватне життя, в тому числі її стосунки з тенісистом Енді Роддіком, з акторами Вілмером Вальдеррамою і Заком Браффом, а також її шлюб зі співаком Раяном Адамсом, стали предметом широкого обговорення в медіа. Її останній альбом «Amanda Leigh» вийшов 26 травня 2009, наступні — у 2020 та 2022 році. Мур продала понад 10 мільйонів платівок в усьому світі.
Під час повномасштабного російського вторгнення в Україну, яке є частиною російсько-української війни, Аманда Лі підтримала Україну в соціальних мережах.

## Ранні роки
Народилась в містечку Нашуа, штат Нью-Гемпшир, в сім'ї Стейсі і Дона Мур. Мати була колишньою газетною репортеркою, батько — пілотом «American Airlines». По батьківській лінії предками Мур були ірландці і індіанці черокі, по материнській лінії дід був євреєм, бабуся — англійка. Бабуся була професійною танцюристкою в театрі лондонського Вест-Енда, під час Другої світової війни служила в складі Жіночої Королівської військово-морської служби. Зустрівши коханого під час його перебування в Лондоні, де він проходив службу, таємно втекла в США й одружилася з ним.
У Мур є брати Скотт і Кайл. Вона виросла в Альтамонте-Спрінгс, що біля міста Орландо, штат Флорида, куди переїхала в ранньому віці з сім'єю через роботу батька. Мур виховали в католицькій вірі (хоча вона давно не практикуюча католичка) і відвідувала середню католицьку школу єпископа Мура (англ. Bishop Moore Catholic High School) в Орландо.
Цікавість до співу виникла після перегляду мюзиклу «Oklahoma!», бабуся також надихала на заняття співом. У 6 років Аманда вже знала, що стане зіркою. Почала співати і грати на сцені у 9 років, коли відвідувала літній табір музичного театру. Вона провела 7 років у групі підтримки футбольної команди «Pop Warner». Її захоплення шоу-бізнесом привело її на уроки вокалу і прослуховування на постановки місцевого театру. У 15 років відмінниця середньої школи виявилась чудовою співачкою з винятковими артистичними даними і досвідом в музичному бізнесі.
Перші публічні виступи відбулись на спортивних змаганнях у Флориді, де Мур виконувала національний гімн. Пізніше її помітив голова підрозділу з відбору артистів і репертуару звукозаписувальної компанії Epic Records, чий друг із компанії FedEx випадково почув її спів у студії звукозапису, після чого Мур підписала контракт зі студією.
Хобі: лакрос, інтернет, вечірки з друзями.

## Музична кар'єра

### 1999—2002 роки: ранні альбоми

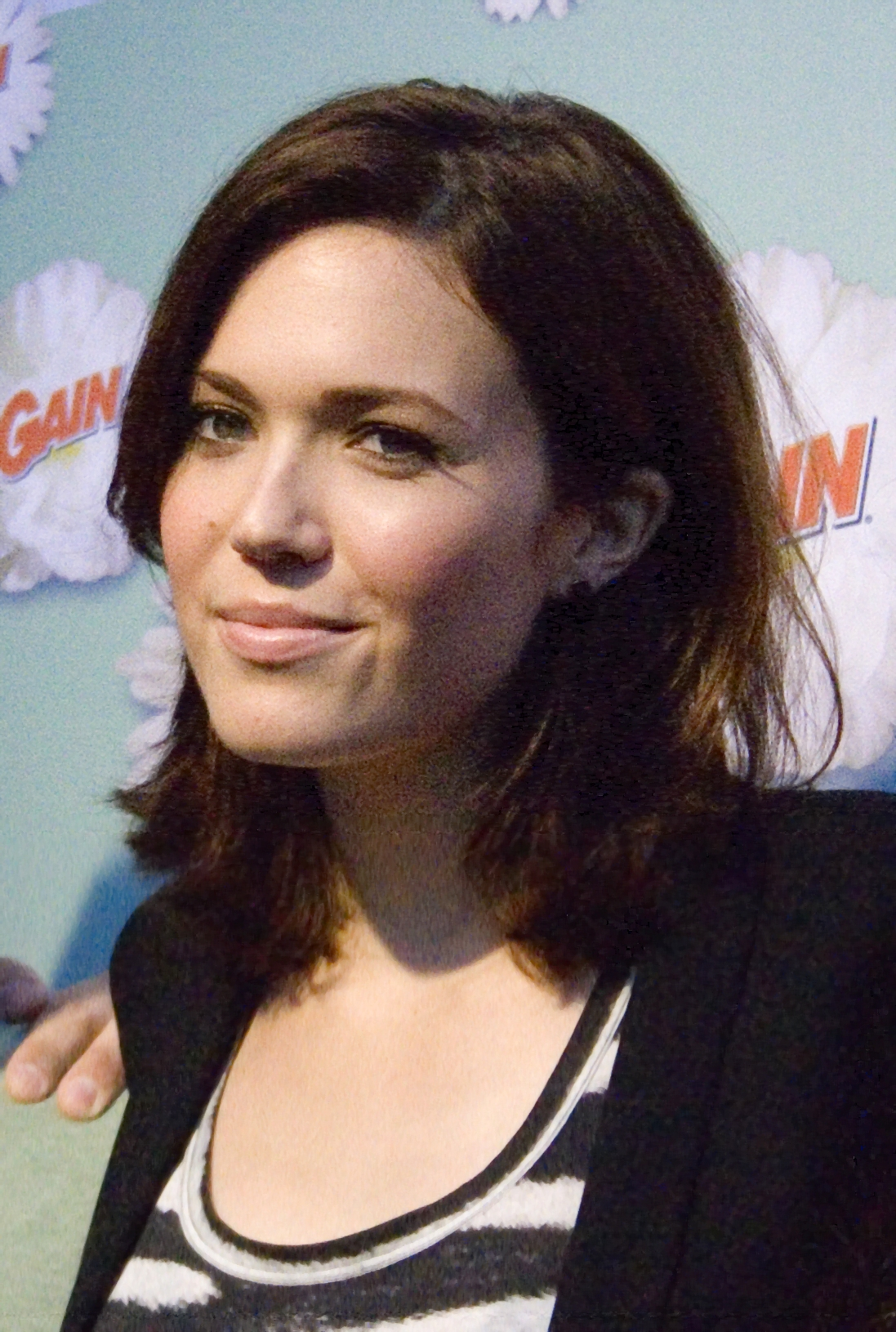
Мур на Sniff at Love Concert в 2009 р.

В 1999 році Мур брала участь в спільному турне з групою Backstreet Boys. ЇЇ перший альбом «So Real» вийшов у світ в грудні 1999 року і зайняв 31-у сходинку в американському чарті «Billboard 200» .. Після виходу альбому спостерігачі віддали Мур останнє місце серед «поп-принцес», таких як Брітні Спірс, Крістіна Агілера і Джессіка Сімпсон. В огляді журналу «Entertainment Weekly» відмічалось, що пісні Мур, крутяться навколо теми «поки ще недосвідченого кохання» («not-yet-experienced love»), виконані з «професіоналізмом» («suffocating professionalism»), а балади в альбомі «тошнотворні» («nauseating»). І хоча пісні звучали в радіоефірі, а її альбом «So Real» став платиновим в США (початок 2000) і був проданий в кількості близько 1 млн копій, не все складалось так успішно, як в тих же Брітні Спірс, Крістіни Агілери і Джессіки Сімпсон.
Дебютний поп-сингл «Candy», який Yahoo! Movies схарактеризувала як «неймовірно провокативні» («strangely provocative») майже ввійшов у топ-40 в американському «Billboard Hot 100», зайняв 41-у сходинку і став золотим. «All Music Guide» назвала сингл «безпосереднім» («mediocre») і «типовим» («typical»), який містить лірику, яка описує кохання «мовою солодкого задоволення» («in terms of sugar treats»).
В травні 2000 року вийшов альбом «I Wanna Be with You» — перероблена версія дебютного альбому. Альбом, музика якого створена в більшій частині на синтезаторах, бас-гітарах і барабанах, містив нові пісні вперемішку з треками і реміксами з альбому «So Real». Деякі оглядачі розкритикували альбом, оскільки він містив ремікси старих пісень і не передбачував подальшого творчого розвитку, а «All Music Guide» описала його стиль як «вульгарніший, без смаку, і в цілому більш одноразовий» («trashier, flashier, gaudier, and altogether more disposable»), ніж в попередньому. Альбом зайняв 21-у сходинку в «Billboard 200», в США став золотим, було продано біля 792 000 копій. Головний трек «I Wanna Be With You» був єдиним синглом в альбомі і зайняв 24-у сходинку в «Hot 100», що було найкращим досягненням Мур. Він також став саундтреком до фільму «Авансцена» (2000).
В червні 2001 року вийшов новий альбом «Mandy Moore» з піснями «Saturate Me» (балада в стилі R&B), «You Remind Me» и «In My Pocket». На підтримку альбому відбувся концерт «Mandy Moore Live@ShoutBack». Альбом містив пісні в ритмі аптемпо і елементи музики Сходу. «All Music Guide» назвав його «соковитим, багатошаровим продуктом» («lush, layered production»). Альбом отримав різноманітні відгуки з боку критиків, і хоча в «Entertainment Weekly» відмітили, що Мур пробувала створити «нове звучання» («new sounds») і «хриплі нотки голосу як у Наталі Імбрулії лунають схожимим на підліткову поп-музику, все ж він міг бути набагато гірше» («a breathy Natalie Imbruglia vibe [on the album] … as teen pop goes, it could be a lot worse»), журнал «Rolling Stone» позитивно оцінив Мур скоріше як «починаючу рокерку, ніж R&B-вискочку» («more protorocker than R&B wanna-be») і вказав, що вона вийшла на «велику дорогу» («high road») у порівнянні з її першими двома альбомами. Альбом відразу зайняв 35-у сходинку в «Billboard 200», пізніше став золотим і був проданий в кількості 443 000 копій. Сингл «In My Pocket», який «Entertainment Weekly» оцінило як «пульсуючий євродиско з впливом індейської музики» («pumping, Indian influenced Euro disco»), в чарті Hot 100 навіть не з'явився. Мур вживу виконала його декілька разів, в тому числі і на шоу «Teenapalooza» телекомпанії «Fox Network» в 2001 році. Інший сингл «Crush» також не попав в американські чарти, хоча на MVT часто транслювали відео (Мур вперше брала участь в шоу MTV TRL). На початку 2002 року вийшов фінальний сингл «Cry», пов'язаний з фільмом «Пам'ятна прогулянка», у якому Мур дебютувала в головній ролі.
У 2006 році Мур з гіркотою прокоментувала свої ранні альбоми, вона сприймала це як «визиваюча відраза» («sucked») і що її перші альбоми були «зовсім жахливими» («just awful»). Мур сказала, що вона «би вернула гроші будь-кому, хто купив її перші два альбоми» («would give a refund to everyone who bought my first two albums»), якби могла. Під час радіо-інтерв'ю в квітні 2006 року один з ведучих, який чув про її визнання, попросив повернути гроші за перший альбом, що Мур і зробила.

### 2003: Альбом «Coverage», збірний альбом і новий контракт

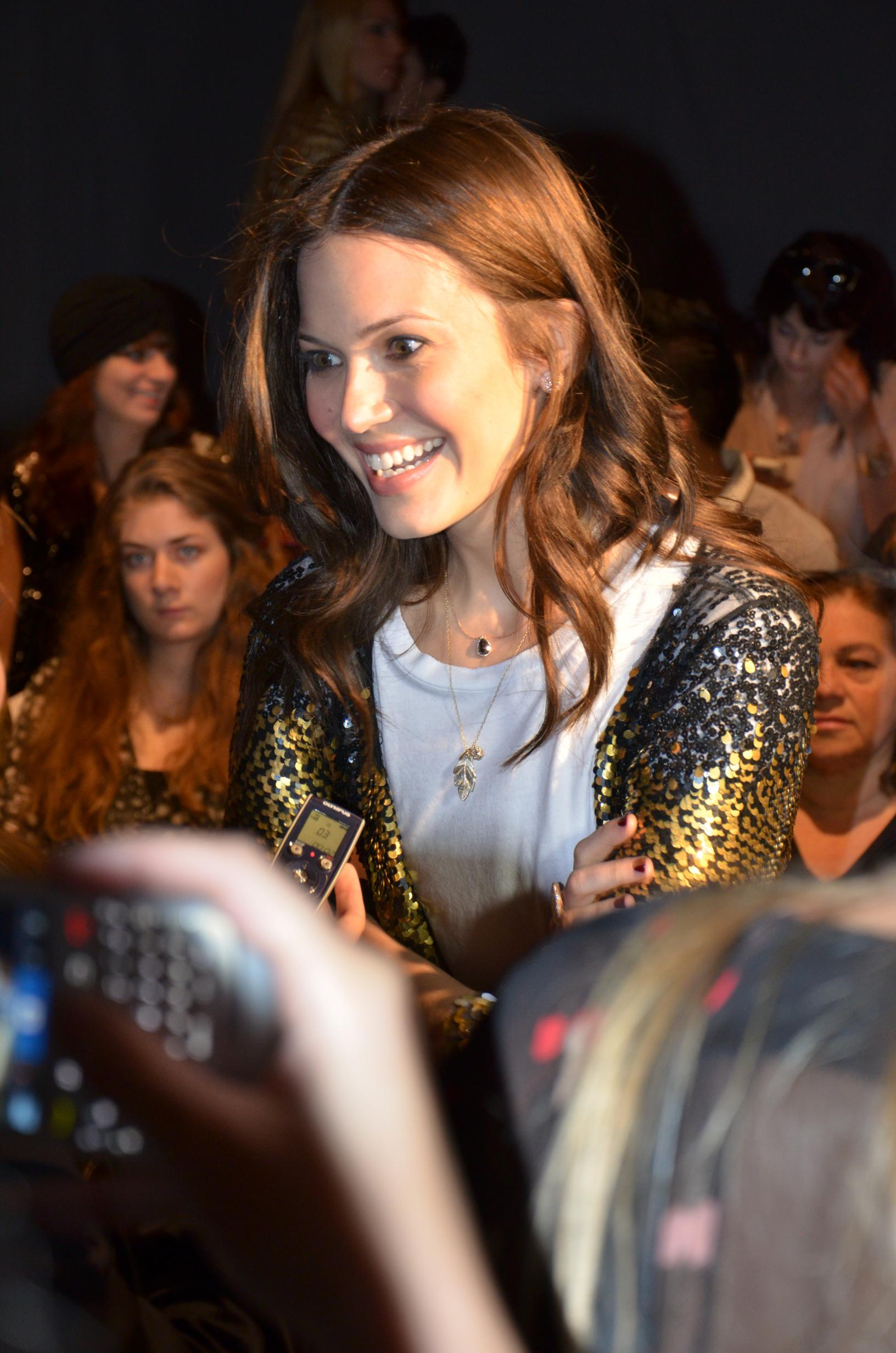
Мур у 2011 р.

У жовтні 2003 року Мур випустила четвертий альбом «Coverage», який «All Music Guide» назвали «стрибком в музичну зрілість» («leap to musical maturity»), а «Entertainment Weekly» — «спробою скинути образ блондинки зі жуйкою» («effort to shed her bubblegum-blond image»). В альбом ввійшли кавер-версії пісень 1970-х і 1980-х років, які вплинули на дитинство співачки. Мур відмітила, що вона не хотіла «перевершити оригінальних виконавців» («top the original artists»), а тільки запропонувала свою «власну інтерпретацію» («own interpretation») їх музики. Ось як, до прикладу, схарактеризували альбом на www.amazon.com (Heather Court):
| …вона надала нові достойні відтінки пісням «Senses Working Overtime» XTC, «Can We Still Be Friends» Тодда Рандгрена і «One Way or Another» Блонді… Чи продовжить вона в цьому напрямку, невідомо, але цей диск — досягнення, яким Мур може гордитися. Оригінальний текст (англ.) […she brings worthy new shades to XTC’s "Senses Working Overtime," Todd Rundgren’s "Can We Still Be Friends" and Blondie’s "One Way or Another," … Whether she’ll continue to follow this path is unknown, but this CD is an achievement Moore can be proud of.] Помилка: [undefined] Помилка: {{Lang}}: немає тексту (допомога): не вказано код мови (допомога) |

«Coverage» піднявся на 14-у позицію в «Billboard 200» (найкраще досягнення для Мур на той час), але єдиний сингл «Have a Little Faith in Me» не мав успіху в чартах, хоча і дебютував у топ-40.

## Дискографія
Студійні альбоми
- So Real (1999)
- I Wanna Be with You (2000)
- Mandy Moore (2001)
- Coverage (2003)
- Wild Hope (2007)
- Amanda Leigh (2009)
- Silver Landings (2020)
- In Real Life (2022)

Збірники
- The Best of Mandy Moore (2004)
- Candy (2005)

## Фільмографія
- Мідвей (Midway, 2019) — Енн Бест
- Заплутана історія (Tangled, 2010) — Рапунцель
- Спочатку кохання, потім весілля (Love, Wedding, Marriage, 2010)
- Посвята (Dedication, 2007)
- Ліцензія на шлюб (License to Wed, 2007)
- Тому що я так хочу (Because I Said So, 2007)
- Американська мрія (American Dreamz, 2006)
- Братик ведмедик 2 (Brother Bear 2, 2006)
- Романс та сигарети (Romance & Cigarettes, 2005)
- Скажені скачки (Rasing stripes, 2005)
- Рятуйте! (Saved!, 2004)
- Перша дочка
- Переслідуючи свободу (Chasing Liberty, 2004)
- Як бути? (How To Deal, 2003)
- Сімнадцятирічні (Try Seventeen, 2002)
- Пам'ятна прогулянка (A Walk To Remember, 2002)
- Щоденники принцеси (The Princess Diaries, 2001)
- Доктор Дулітл 2 (Dr. Dolittle 2, 2001)